# Hampton Cars

Logo der Hampton Cars Ltd.

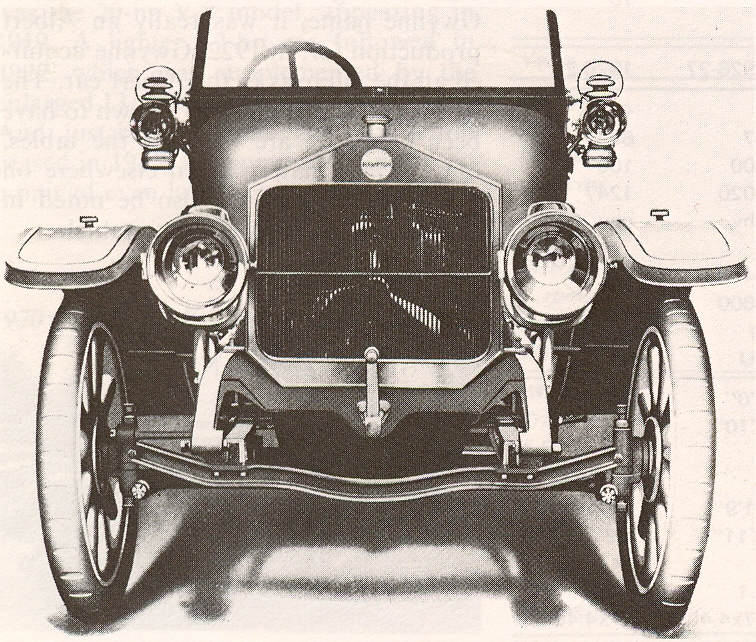
Hampton 10 hp von 1914

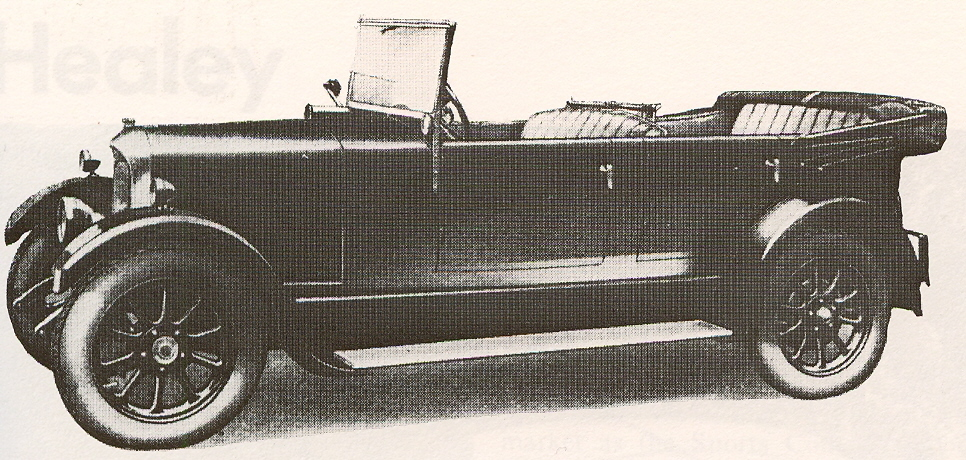
Hampton 12/40 hp von 1928

Die Hampton Cars Ltd. war ein britischer Automobilhersteller, der zwischen 1912 und 1918 als Hampton Engineering Company in Kings Norton (Birmingham) und anschließend bis 1933 als Hampton Cars in Stroud (Gloucestershire) ansässig war.

## Geschichte
Die Firma wurde von William Paddon aus Hampton-in-Arden (Warwickshire) gegründet, der dort Automobile verkaufte und anbot, Leichtfahrzeuge und Motorräder zu bauen. Es ist nicht bekannt, wie viele davon er herstellte. 1912 musste die Crowdy Car Company in Birmingham Konkurs anmelden. Die Reste dieser Gesellschaft wurden mit der Hampton Engineering Company zusammengelegt und die Produktion in Kings Norton aufgebaut. Der Crowdy 12/14 hp bekam einen größeren 1726-cm³-Motor und wurde so zum Hampton 12/16 hp. Ein riemengetriebenes Cyclecar, der Hampton 8 hp, offensichtlich von Paddon konstruiert und mit einem luftgekühlten V2-Motor mit 968 cm³ ausgestattet, ergänzte 1913 das Angebot. 1914 folgte der Hampton 10 hp mit wassergekühlter 1244-cm³-Maschine und Kardanwelle. Die Fertigung wurde bei Ausbruch des Ersten Weltkrieges eingestellt und die Firma musste 1915 Konkurs anmelden.
1919 wurde die Gesellschaft als Joint Venture von William Paddon und Charles Apperley von der Stroud Metall and Plating Company neu gegründet und die Produktion nach Stroud verlegt. Das erste Nachkriegsautomobil war der Hampton 11.9 hp mit einem Dorman-Vierzylindermotor mit 1496 cm³ oder 1795 cm³ Hubraum. Nach der Herstellung nur weniger Exemplare reichten die finanziellen Mittel nicht mehr und die Firma wurde von ihrem Hauptaktionär John Daniel übernommen und unter dem Namen Hampton Engineering Company (1920) Ltd. registriert. William Paddon verließ das Unternehmen und schloss sich der Autocrat Light Car Company in Birmingham an.
William Millward, der von Charron-Laycock kam, übernahm 1923 den Posten des Werksleiters und John Leno, Sohn des Varieté-Stars Dan Leno, wurde Verkaufsdirektor. Obwohl Hampton nun ca. 300 Automobile im Jahr fertigte, musste die Gesellschaft 1924 erneut Konkurs anmelden, wurde aber von Millward und Leno als Stroud Manufacturing Company Ltd. neu gegründet. Ein neues, größeres Modell, der Hampton 14 hp, ebenfalls mit 1496-cm³-Motor, der aber nun von Henry Meadows kam, wurde angekündigt.
1925 musste der Konkursverwalter schon wieder aktiv werden, aber Hampton kehrte als Hampton Cars (London) Ltd. mit Geldern des Geschäftsmanns John Hatton-Hill auf den Markt zurück.
Die Gesellschaft zog in eine kleinere Fabrik in Selsley Hill und führte ein luxuriöseres 3-Liter-Modell mit Meadows-Sechszylindermotor ein. Daneben wurde auch noch der altbekannte 14 hp – jetzt Hampton 12/40 hp, oder mit dem kleineren 1247-cm³-Motor auch Hampton Nine genannt – gebaut. Dies verbesserte die finanzielle Situation der Firma aber nicht und 1930 fiel sie wieder in Konkurs.
Erstaunlicherweise gelang Hampton als Safety Suspension Car Company abermals ein Neubeginn. Fünfzig Reihenachtzylindermotoren mit 2496 cm³ und einhundert Fahrwerke wurden von Röhr in Deutschland bezogen, woraus der Hampton Empire Sportsman entstand. Die verbleibenden fünfzig Fahrwerke wurden mit 2414-cm³-Sechszylindermotoren von Continental aus den USA ausgestattet. Höchstens ein oder zwei dieser Wagen wurden fertiggestellt, bevor die Firma 1933 endgültig vom Markt verschwand.
Während der ganzen Zeit entstanden ungefähr 1100 Hampton-Automobile. Fünf davon sollen überlebt haben.

## Modelle

### Hampton 12/16 hp
Der 12/16 hp war eine Konstruktion, die von der ehemaligen Crowdy Car Company übernommen und mit einem neuen, seitengesteuerten Motor bestückt wurde. Er war von 1912 bis 1915 im Angebot. Der Vierzylinder-Reihenmotor verfügte über 1700 cm³ Hubraum. Der Firmenprospekt zeigt einen offenen Tourenwagen zum Preis von £ 295. Der Radstand betrug 2743 mm und die Fahrzeuglänge 3962 mm.

### Hampton 8 hp
Der Hampton 8 hp stand von 1913 bis 1914 im Angebot. Es war ein leichtes, zweisitziges Cyclecar. Für den Antrieb sorgte ein V2-Motor von Precision mit 970 cm³ Hubraum. Der Wagen war mit Riemenantrieb zu den Hinterrädern ausgestattet.

### Hampton 10 hp
Der Hampton 10 hp wurde 1914 angeboten. Er besaß einen Vierzylindermotor mit 1250 cm³ Hubraum, der wahlweise von Ballot oder Chapuis-Dornier zugeliefert wurde. Die Karosserie bot Platz für vier Personen.

### Hampton 9.8 hp, 10/16 hp, 11.9 hp und 11/35 hp
Diese Modellreihe wurde zwischen 1919 und 1922 unter verschiedenen Modellnamen angeboten. Der 10/16 hp hatte einen Vierzylinder-Reihenmotor mit 1496 cm³, der 11.9 hp und der 11/35 hp jeweils einen mit 1795 cm³. Sie wurden von Dorman zugekauft. Das Fahrgestell war einheitlich 2743 mm lang. Die Länge betrug 3505 mm bei den schwächeren Modellen und 3810 mm bei den stärkeren Modellen.
Die üblichste Karosserie bei Hampton war ein offener Zweisitzer in den Farben dunkelbiscuit oder Lavendel zum Preis von £ 520. Die Räder waren an halbelliptischen Blattfedern vorne und an dreiviertelelliptischen Blattfedern hinten aufgehängt.
Etliche dieser Wagen wurden in Wettbewerben eingesetzt.

### Hampton 14 hp
Der 14 hp erschien 1923 und blieb bis 1929 im Sortiment. Er war eine größere und längere Version den Nine (9/21 hp), wobei der Motor mit 1500 cm³ Hubraum nun von Henry Meadows – wenn auch nach Dorman-Design – kam. Das Getriebe hatte nun vier Gänge. Halbelliptische Blattfedern kamen nun an allen Rädern zum Einsatz.
Der Radstand betrug 2743 mm, und die Länge zwischen 3505 mm und 3810 mm. Ein Tourenwagen kostete 1923 £ 500, aber bis 1929 fiel der Preis auf £ 315. Möglicherweise gab es auf Kundenwunsch sogar einen Kompressor bei den späteren Ausführungen, was zeigte, dass Hampton immer noch sportliche Ambitionen hegte.

### Hampton Nine
Der Nine wurde auch Junior, T10, 9/21 hp oder 10 hp genannt und war von 1923 bis 1931 im Angebot. Er war die kleinere Version des 14 hp. Allerdings war der Radstand nur 2438 mm lang. Die Länge betrug 3505 mm. Für den Antrieb sorgte ein Vierzylindermotor mit 1250 cm³ Hubraum.

### Hampton 20 hp und 8/18 hp
Der 20 hp war das erste der neuen Modellpalette größerer Autos mit Meadows-Motor mit 2400 cm³ Hubraum und Zenith-Doppelvergaser. Er war zwischen 1929 und 1933 auf dem Markt. Es gab ihn auch mit Reihenachtzylindermotor von Röhr mit 2262 cm³ Hubraum als Modell 8/18 hp.
Es gab fünfsitzige Tourenwagen und viertürige Limousinen zu Preisen ab £ 450. Bei einem Radstand von 3048 mm betrug die Länge 4115 mm.
Nur wenige Autos, vermutlich weniger als 100 Stück, entstanden.

### Hampton 3 litre
Dieses Modell war vermutlich ein umbenannter 20 hp mit größerem Meadows-Motor, denn Radstand, Länge und Karosserien waren identisch. Er stand von 1929 bis 1931 im Angebot. Für den Antrieb sorgte ein Sechszylindermotor mit 2900 cm³ Hubraum.

### Hampton Eight / Empire Sportsman
Das letzte Modell von 1930 bis 1933 hatte ein Fahrgestell von Röhr mit Einzelradaufhängung rundum. Die Vorderachse stütze sich auf eine Querblattfeder ab. Die Wagen waren mit Bremskraftverstärker ausgestattet. Auch der Achtzylinder-Reihenmotor mit 2500 cm³ Hubraum kam von Röhr, der Sechszylindermotor mit 2400 cm³ von Continental.
Die Fahrzeuge waren bei einem Radstand von 3302 mm 4267 mm lang und 1828 mm breit.
Es wurden zwar fünfzig Achtzylindermotoren bestellt, aber vermutlich wurden nur wenige Wagen fertiggestellt.